# 108

108(백팔)은 107보다 크고 109보다 작은 자연수다.

## 수학
- 합성수로, 그 약수는 총 12개다. (1, 2, 3, 4, 6, 9, 12, 18, 27, 36, 54, 108)
  - 108의 진약수의 합은 172이므로, 108은 과잉수다.
- 2번째 아킬레스 수이자, 가장 작은 세 자리 아킬레스 수다. 앞의 아킬레스 수는 72, 다음은 200이다.
- 11번째 테트라나치 수다. 앞의 테트라나치 수는 56, 다음은 208이다.
- {\displaystyle 108=22+35+51}
  - 연속하는 세 오각수의 합으로 나타낼 수 있는 가장 작은 세 자리 수다. 이 성질을 지닌 앞의 수는 69, 다음 수는 156이다.
- {\displaystyle 108=1^{1}\cdot 2^{2}\cdot 3^{3}}
- {\displaystyle 53^{2}-1}은 108로 나누어떨어진다.

## 과학
- 하슘(Hs)의 원자번호.
- 태양의 직경은 지구의 108배다.
- NGC 108: 안드로메다자리 방향에 있는 렌즈형은하.

## 교통

### 철도
- 수도권 전철 1호선 녹양역의 역번호.
- 부산 도시철도 1호선 동대신역의 역번호.
- 대전 도시철도 1호선 오룡역의 역번호.
- 광주 도시철도 1호선 돌고개역의 역번호.
- 대구 도시철도 1호선은 108번 역이 없고, 115번부터 시작한다.

### 도로
- 국도 제108호선
  - 인도 108번 국도
  - 일본 108번 국도: 미야기현 이시노마키시에서 아키타현 유리혼조시까지 이어지는 일본의 국도.
- 기타 도로
  - 현도 제108호선

## 군사
- U-108: 독일의 군용 잠수함. 제1차 세계 대전에 사용된 1917년제 모델(영어판)과 제2차 세계 대전에 사용된 1940년제 모델(영어판)이 있다.

## 문화유산
- 대한민국의 국보 제108호: 계유명삼존천불비상
- 대한민국의 보물 제108호: 부여 정림사지 석조여래좌상
- 대한민국의 사적 제108호: 산청 목면시배 유지

## 방송
- 스카이라이프의 HQ플러스 채널 번호.
- 지니 TV의 채널J 채널 번호.
- U+ TV의 SPOTV2 채널 번호.
- LG헬로비전의 KBS N 스포츠 채널 번호.
- B tv 케이블의 OBS W 채널 번호.
- KT HCN의 엠플렉스 채널 번호.

## 스포츠
- 야구공의 실밥 수는 모두 108개다.
- 골프홀의 크기는 108mm다.
- 시카고 컵스는 염소의 저주를 끊기까지 108년이 걸렸다.

## 기타
- 날짜: 1월 8일, 10월 8일
- 연도: 108년, 기원전 108년
  - 기원전 108년 고조선이 한나라의 공격으로 멸망하였다.
- 불교에서 말하는 번뇌의 수는 108가지다. 이를 백팔번뇌라 부른다.
  - 염주에 꿰어진 구슬의 수는 총 108개로서, 백팔번뇌에서 나왔다.
  - 수호전에 등장하는 인물 중 양산박에 모인 두령들의 수는 모두 108명이다. (수호전 108성 참고)
  - 일본에 번뇌걸즈라는 그룹이 있었다.
  - 《마법천자문》의 108요괴
  - 영화 《타워》에 등장하는 가공의 마천루 ‘타워스카이’의 지상층수는 108층이다.
- 대기업이 중소기업에 어음을 지급하는 기한은 108일이다.